# Wolfstein
Wolfstein là một đô thị ở huyện Kusel, bang Rheinland-Pfalz, nước Đức. Đô thị Wolfstein có diện tích km². Đô thị này nằm bên sông Lauter, cự ly khoảng 23 km về phía đông bắc Kusel, và 20 km về phía tây bắc Kaiserslautern.
Wolfstein là thủ phủ của Verbandsgemeinde ("đô thị tập thể") Wolfstein.